# Эстасиу (станция метро)
Эстасиу (порт. Estação Estácio) — станция Линии 1 метрополитена Рио-де-Жанейро. Станция располагается в районе Сидади-Нова города Рио-де-Жанейро. Открыта в 1980 году.
Станция обслуживает около 80 000 пассажиров в день.
Станция имеет два выхода: Acesso Joaquim Palhares и Acesso Machado Coelho.

## Окрестности
- Самбодром
- Музей карнавала
- Центр искусств Гюльбенкяна
- Церковь Святой Анны
- Главный архив города Рио-де-Жанейро